# Short (gemeente)
Short is een plaats (census-designated place) in de Amerikaanse staat Oklahoma, en valt bestuurlijk gezien onder Sequoyah County.

## Demografie
Bij de volkstelling in 2000 werd het aantal inwoners vastgesteld op 328.

## Geografie
Volgens het United States Census Bureau beslaat de plaats een oppervlakte van
61,8 km², waarvan 61,6 km² land en 0,2 km² water.

## Plaatsen in de nabije omgeving
De onderstaande figuur toont nabijgelegen plaatsen in een straal van 16 km rond Short.